# Centre de recherche et de formation en français et communication
Le Centre de recherche et de formation en français et communication (CREFFCO) a été créé par des cadres de l’École normale supérieure de l’université d'État d'Haïti à Port-au-Prince (Haïti) le 6 décembre 2006.